# Nałużyn
Nałużyn (Leea) – rodzaj roślin z rodziny winoroślowatych (Vitaceae), czasem wyodrębniany w monotypową rodzinę nałużynowate Leeaceae. Obejmuje 45 gatunków. Rośliny te występują głównie w południowo-wschodniej Azji, ale zasięg rodzaju obejmuje też północną Australię, dwa gatunki rosną w tropikalnej Afryce i na Madagaskarze.
Niektóre gatunki wykorzystywane są lokalnie jako rośliny lecznicze i uprawiane jako rośliny ozdobne.

## Morfologia

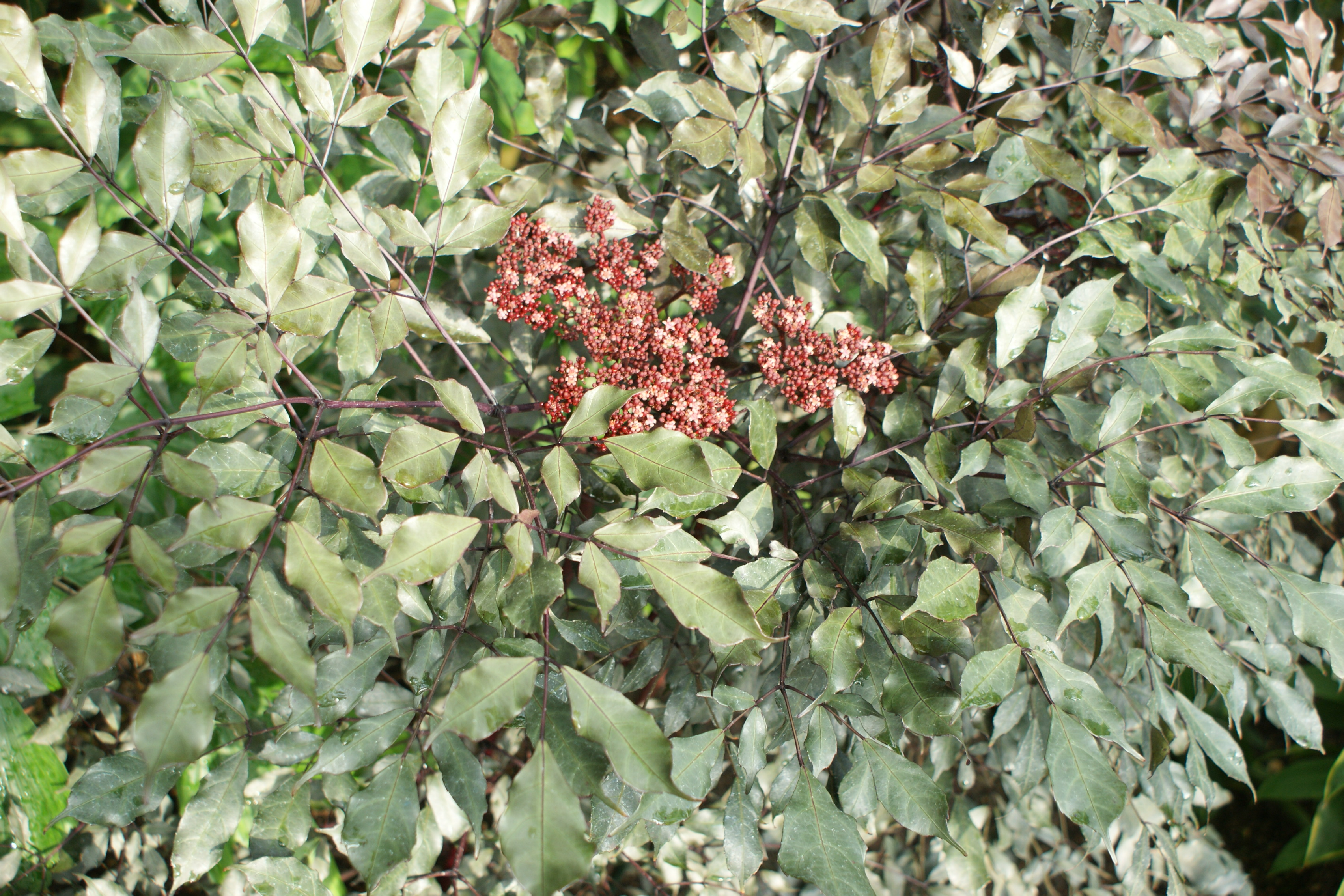
Leea rubra

PokrójKrzewy lub małe drzewa, rzadko okazałe byliny. Pędy nie posiadają wąsów czepnych jak inne winoroślowate, za to bywają pokryte rzędami kolców.
LiściePojedyncze, trójlistkowe lub pierzasto złożone. Przylistki okazałe. Brzeg blaszki liściowej jest piłkowany lub ząbkowany, z gruczołkami na końcach ząbków. Wielokomórkowe gruczoły znajdują się zwykle także na dolnej stronie liści.
KwiatyObupłciowe, 5-krotne (rzadko 4-krotne) zebrane są we wzniesione lub zwisające kwiatostany. Kielich dzwonkowaty z trójkątnymi szczytami działek zakończonymi gruczołkami. Pręcików 5 lub 4, słupek górny, złożony z 2-3 owocolistków (rzadko 5), częściowo pogrążony w dysku kwiatowym. Szyjka słupka wydłużona, zakończona jest dyskowatym lub główkowatym znamieniem.
OwocJagoda, rzadko owoc suchy, zwykle zaokrąglony, purpurowy, pomarańczowy lub czarny.

## Systematyka
Jedyny rodzaj z podrodziny Leeoideae Burmeister (w niektórych ujęciach wyodrębnianej jako nałużynowate Leeaceae Dumortier) z rodziny winoroślowatych (Vitaceae). Rodzaj stanowi grupę siostrzaną dla pozostałych winoroślowatych. 
Wykaz gatunków
- Leea aculeata Blume ex Spreng.
- Leea acuminatissima Merr.
- Leea adwivedica K.Kumar
- Leea aequata L.
- Leea alata Edgew.
- Leea amabilis H.J.Veitch
- Leea angulata Korth. ex Miq.
- Leea asiatica (L.) Ridsdale
- Leea coccinea Planch.
- Leea compactiflora Kurz
- Leea congesta Elmer
- Leea coryphantha Lauterb.
- Leea curtisii King
- Leea cuspidifera Baker
- Leea dentata Craib
- Leea glabra C.L.Li
- Leea gonioptera Lauterb.
- Leea grandifolia Kurz
- Leea guineensis G.Don
- Leea heterodoxa K.Schum. & Lauterb.
- Leea indica (Burm.f.) Merr.
- Leea javanica Blume
- Leea krukoffiana Ridsdale
- Leea longifoliola Merr.
- Leea macrophylla Roxb. ex Hornem.
- Leea macropus Lauterb. & K.Schum.
- Leea magnifolia Merr.
- Leea manillensis Walp.
- Leea nova-guineensis Valeton
- Leea papuana Merr. & L.M.Perry
- Leea philippinensis Merr.
- Leea quadrifida Merr.
- Leea rubra Blume
- Leea saxatilis Ridl.
- Leea setuligera C.B.Clarke
- Leea simplicifolia Zoll. & Moritzi
- Leea smithii Koord.
- Leea spinea Desc.
- Leea suaveolens Merr. & L.M.Perry
- Leea tetramera B.L.Burtt
- Leea thorelii Gagnep.
- Leea tinctoria Lindl. ex Baker
- Leea tuberculosemen C.B.Clarke
- Leea unifoliolata Merr.
- Leea zippeliana Miq.